# Velika sobota
Vélika sobóta je premakljiv krščanski praznik. Praznuje se ga v soboto pred veliko nočjo. Velika sobota skupaj z velikim četrtkom in velikim petkom sestavlja velikonočno tridnevje. 
Velika sobota je za večino kristjanov dan čaščenja Božjega groba.
V petek je Jezus Kristus umrl na križu, v soboto je mrtev ležal v grobu, v nedeljo (na veliko noč) pa je vstal od mrtvih. Zato se velika sobota zvečer nadaljuje z 
velikonočno vigilijo - obredom veselega pričakovanja vstajenja. Pomembna dela večernega bogoslužje sta slavje luči (luč simbolizira vstalega Kristusa) in vesela aleluja (hvalnica vstalemu Kristusu).
Na veliko soboto poteka tudi več blagoslovov: blagoslov ognja, blagoslov vode in blagoslov velikonočnih jedi.